# Nauki wniebostąpionych mistrzów

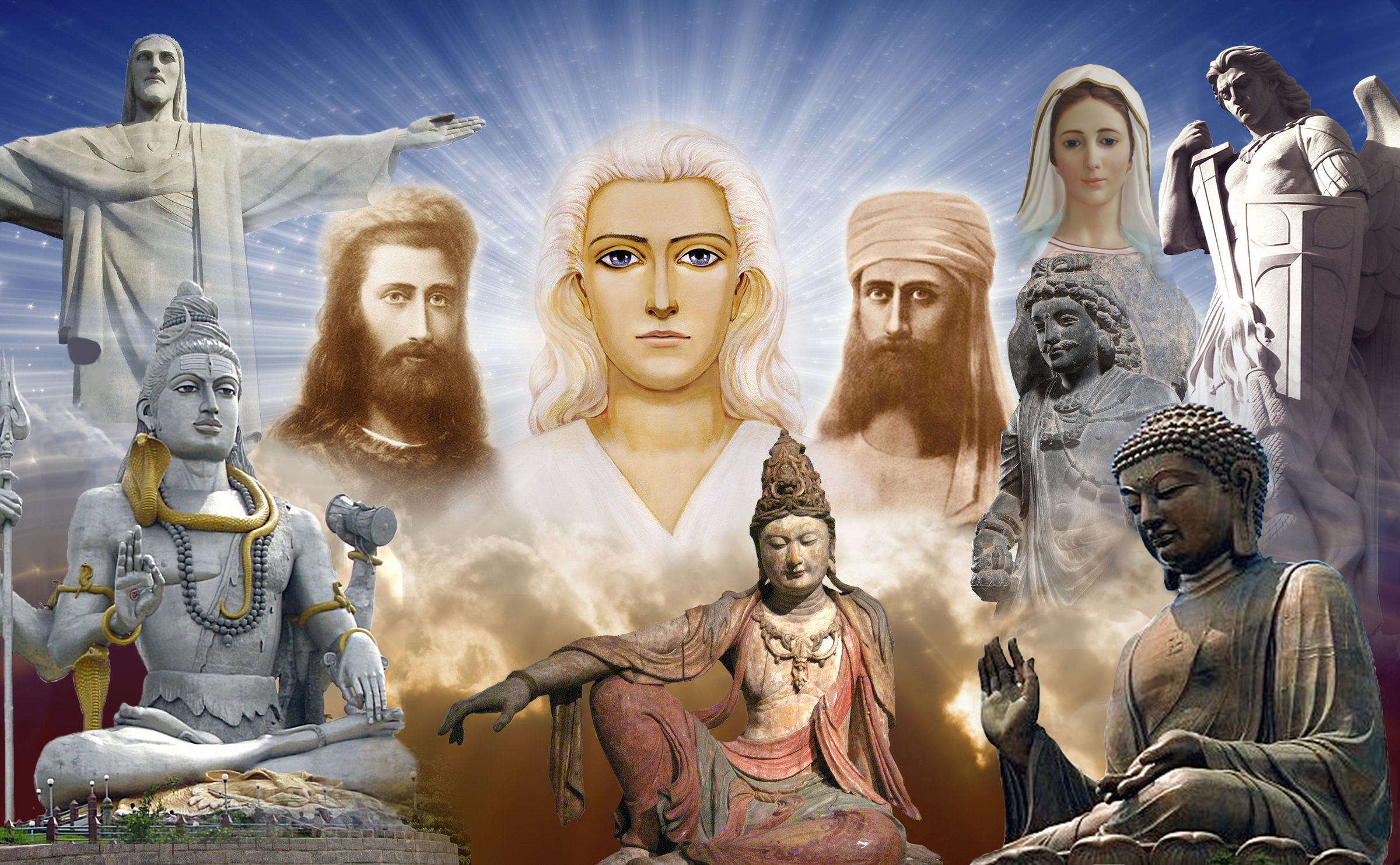

Nauki wniebowstąpionych mistrzów (ang. Ascended master teachings) mają charakter religijny; oparte są  na tekstach, które nazywa się przesłaniami wniebowstąpionych mistrzów (używa się także określenie mistrzowie mądrości). W tych tekstach określa się ich także mianem duchowych nauczycieli ludzkości, którzy obecnie działają ze swojego wyższego poziomu. Spośród różnych publikacji zawierających przesłania wniebowstąpionych mistrzów najbardziej znane w XIX – XXI wieku są prace H. Blawatskiej, H. Roerich, G. Ballarda, E. Prophet, T. Mikushinej. Utworzone przez nich organizacje o charakterze duchowo-religijnym (ruch „Jam Jest”, Most Wolności, Latarnia Morska na Szczycie, Kościół Powszechny i Triumfujący)  - zgodnie ze współczesną klasyfikacją - zaliczane są do nowych ruchów.

## Nazwa
Pojęcie „wniebowstąpiony mistrz” (ang. ascended master) zostało użyte poraz pierwszy przez Berda T. Spoldingaw 1924 r. w serii jego książek „The lives and teachings of the Masters of the Far East”. Wniebowstąpieni mistrzowie to istoty, które osiągnęły wysoki poziom doskonałości, a ich zwyczajne ludzie życie dopełniło się. Wykroczyły one poza krąg narodzin i śmierci, zwany kołem ponownych inkarnacji. Wspólnie z zastępami anielskimi nadzorują  proces ewolucji świata, aby służyć pomocą w rozwoju ludzkości. Konstrukcja otaczającej nas rzeczywistości - według wniebowstąpionych mistrzów  - stała się głównym elementem twórczości Gaya Ballarda (1930-1939) i została przez niego szeroko rozpowszechniona. Samo pojęcie „wniebowstąpieni mistrzowie”, choć pod nieco inną nazwą „nauczyciele mądrości”, wywodzi się z tradycji teozoficznej.
Pojęcie „mistrzowie” związana jest z ideą podziału spektrum światła na siedem promieni. Zgodnie z tą wiedzą istnieje siedem głównych cech Absolutu, przez które wyraża się On w świecie form (miłość, mądrość, sprawiedliwość itd.), a symbolizuje je siedempromieni widma światła (od czerwonego do fioletowego). Mistrzem (zwanym także „władcą”) zostaje ten, kto rozwinął w stopniu doskonałym przynajmniej jedną z tych siedmiu boskich cech. 

## Historia

### Uwarunkowania pojawienia się Nauk wniebowstąpionych mistrzów
Organizacje o charakterze duchowym, prezentujące Nauki wniebowstąpionych mistrzów (NWM), badacze traktują jako wywodzące się z tradycji teozoficznej. Duży udział w popularyzowaniu tej nauki przypadł H. Bławatskiej. W 1851 r. w Hyde Parku (Londyn), jak twierdziła H. Bławatska, po raz pierwszy spotkała hinduskiego rajputa El Moryę. W rozmowie mistrz El Morya poinformował ją, że w pracy, którą zamierza wykonać , będzie wymagany jej udział. W 1875 r. H.Bławatska założyła Towarzystwo Teozoficzne, a pod koniec lat osiemdziesiątych XIX w. napisała i opublikowała swoje główne dzieło  pod tytułem „Doktryna tajemna”. Zwolennicy tej wiedzy twierdzą, że jej prawdziwymi autorami byli mistrz El Morya, Kut Huomi i Jwal Khul, którzy telepatycznie podyktowali H. Bławatskiejtreść „Doktryny tajemnej„.

### Guy Ballard

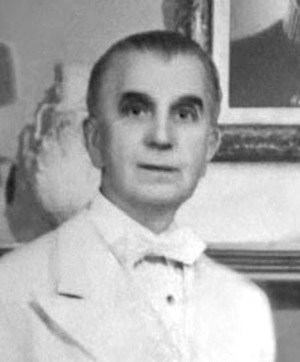

Sformułowanie Nauk wniebowstąpionych mistrzów w obecnym kształcie nastąpiło dzięki działalności Guya Ballarda. Na początku lat trzydziestych XX w. odwiedził on Mount Shasta (w północnej Kalifornii), gdzie spotkał mężczyznę, który przedstawił się jako Saint Germain (jeden z wniebowstąpionych mistrzów). Owocem tego spotkania i dalszej ich współpracy były trzy publikacje G. Ballarda, w których szczegółowo opisał swoje doświadczenia mistyczne.  Następnie G. Ballard wraz z żoną Edną zapoczątkował ruch duchowy o nazwie „Jam Jest”, a także rozpoczął cykliczne publikacje nowych przesłańodebranych od Saint Germiana i innych wniebowstąpionych mistrzów. Wydawał również periodyk „Głos Jam Jest”. W USA  G. Ballard rozwinął aktywną działalność, która osiągnęła swój szczyt na krótko przed jego nagłą śmiercią w 1939 r. Łączna liczba słuchaczy jego wykładów przekraczała milion osób.

### Geraldine Innesent
Geraldine Innesent była członkinią ruchu „Ja Jestem”. W 1944 r., kilka lat po śmierci G. Ballarda, zaczęła ona, wedle jej słów, regularnie kontaktować się z El Moryą , który przygotowywał ją do roli posłańca wniebowstąpionych mistrzów. W 1951 r.  G. Innesent opublikowała przesłania wniebowstąpionych mistrzów, co budziłoznaczny odzew wśród zwolenników  ruchu „Ja Jestem”. Jednak praca jej nie została uznana przez przewódczynię ruchu Ednę Ballard. W połowie lat pięćdziesiątych XX w. G. Innesent założyła własną organizację ukierunkowaną na wartości duchowe „Most Wolności” (ang. Bridge to Freedom), która kontynuowała działalność po jej śmierci w 1961 r..

### Mark Prophet i Elizabeth Claire Prophet

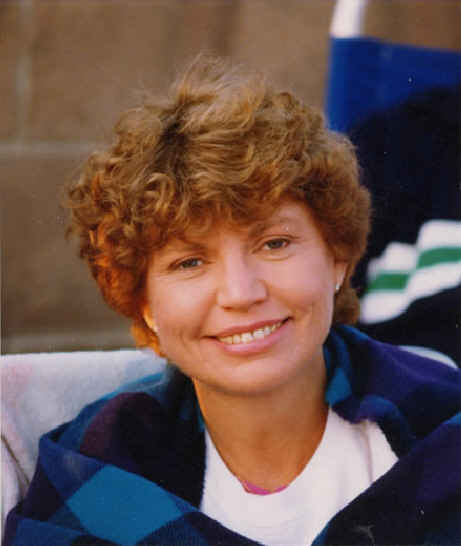

Mark Prophet był kolejnym posłańcem, który odbierał i publikował przesłania od wniebowstąpionych mistrzów. W 1958 r. założył on organizację o charakterze duchowym „Summit Lighthouse„ (Latarnia Morska na Szczycie). W 1964 r. jego żona Elizabeth Claire Prophet zaczęła również odbierać przeslania, a po śmierci M. Propheta w 1973 r. kontynuowała działalność organizacji, nadając jej nową nazwę „Kościół Powszechny i Triumfujący”. Elizabeth znacznie rozszerzyła swoją  działalność, odbyła długą podróż z wykładami po całych Stanach Zjednoczonych, zakładała ośrodki edukacyjne, uczestniczyław ogólnokrajowych programach telewizyjnych i publikowała książki. W 2000 r. jednak zrezygnowała ze stanowiska przewódcy duchowego z powodu znacznego pogorszenia sie stanu zdrowia. 

### Tatiana Mikushina

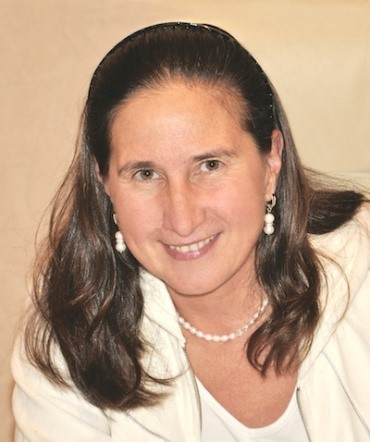

W XXI w. współpracę z nauczycielami mądrości podjęła Tatiana Mikushina. Pierwszym ważnym krokiem było założenie w 2001 r. centrum duchowo-edukacyjnego „Syriusz” o statusie organizacji użyteczności publicznej. Po czterech latach działalności (w 2005 r.) teksty przesłań zaczęto publikować w imieniu wniebowstąpionych mistrzów. Przesłania ukazywały się, z reguły na oficjalnej stronie internetowej „Syriusza„ dwa razy w roku podczas przesilenia letniego i zimowego. Następnie zaś były publikowane  jako oddzielne książki.
W 2008 r. z inicjatywy tej organizacji zbudowano centrum edukacyjne o tej samej nazwie. Miało ono stanowić podwaliny przyszłej osady. Przyświecał temu cel stworzenia wspólnoty ducha, jako modelu dla przyszlych osiedli na calym świecie. W latach 2005–2023 opublikowano na kanwie przeslań około 70 książek, z których większośc została przetłumaczona na ponad 20 języków. W 2014 r. powstał Międzynarodowy ruch współczesny „For Morality” - „O wejście na drogę prawości” osnuty na ideach wiedzy Wniebowstąpionych Mistrzów.

## Nauki

### Podstawy Nauk

#### Prawo karmy (prawo przyczyny i skutku)
W Naukach Wniebowstąpionych Mistrzów (NWM)  przyjmuję się, że prawo karmy jest fundamentalnym prawem tego wszechświata. Cokolwiek zrobimy, będzie  miało  określone następstwa; nazwano to  słowem „karma”. To czego dokonaliśmy lub dopuściliśmy się w przeszłości objawi się w teraźniejszości. To co uczynimy teraz, będzie miało skutki w przyszłości ,atakże w przyszłych wcieleniach. Karma  jest traktowana jakozjawisko energetyczne. Człowiek czerpie energię od Boga, przepuszcza ją przez siebie i zabarwia swoimi myślami, uczuciami i czynami, co w efekcie stwarza pozytywną lub negatywną karmę, która kumuluje się i pozostaje w  człowieku jako swoista energia. 

Każdy czyn, który pozostaje w sprzeczności z wolą Boga  , prowadzi do tego, że Boska energia, którą nieustannie posługujemy się i bez której nie bylibyśmy w stanie istnieć , jest skażona tym naszym niedoskonałym dzialaniem. Im bardziej niedoskonałe są  nasze poczynania, tym niższe wibracje przybiera Boska energia.Nie znika ona , lecz pozostaje w naszej aurze, w naszym ciele fizycznym, emocjonalnym i mentalnym.  
Aktywne  jest również prawo podobieństwa (podobne przyciąga podobne).Energia, którą zabarwiliśmy nasząaktywnością (fizyczną, emocjonalną i mentalną), przyciąga do nas te sytuacje życiowe, przez które musimy przejść, aby przyswoić sobie daną lekcję. Mamy uczyć się postępować w danej sytuacji nie według swojej woli, ale zgodnie z wolą Boga.

#### Prawo reinkarnacji
Prawo reinkarnacji rozpatrywane jest jako prawo rozwoju. W takim ujęciu kolejne wcielenia stwarzają możliwość, która pozwala skorygować niewłaściwe działania z przeszłości. Kolejne wcielenia dają nam więcej czasu , aby uświadomić  sobie swoją prawdziwą naturę i stopniowo urzeczywistniać swój potencjał duchowy w świecie materii. Patrząc z tej perspektywy, życie czlowieka można porównać do jednego dnia istnienia aspektu duchowego istoty ludzkiej,  według miary długich cykli kosmicznych. Procesowi reinkarnacji nie podlegają ciało fizyczne, warstwa emocjonalna czy umysł czlowieka. Ta część, która przechodzi kolejne wcielenia , znajduje siępoza wymienionymi aspektami.

#### Prawo moralne
Prawo moralne służy temu, aby człowiek przezwyciężył swój egoizm i przejawił swoją Boską naturę. Po to właśnie zostały nam przekazane zasady postepowania oparte na bogocentrycznym modelu świata. Przeciwieństwem tego jest postawa oparta na egocentryzmie, który nie uwzględnia zasady  jedności, czyli powiązania wszystkiego ze wszystkim. 

Wcześniej czy później nadejdzie dzień, w którym człowiek przezwycięży swój niższy  pierwiastek  zwierzęcy wewnątrz siebie, przezwycięży swoje niskie namiętności, przezwycięży swoje ego i pozwoli Duchowi objąć całkowite zwierzchnictwo nad sobą. 
I człowiek wzniesie się ponad swoją niższą  naturę, która jest połączeniem cech zwierzęcych i ludzkich. Zwierzęcy pierwiastek zostanie przezwyciężony, a uszlachetniony człowiek  staniesię podobny do Boga. Człowiek z pierwiastkiem zwierzęcym z czasem ustąpi miejsca Boskiemu człowiekowi. Umysł cielesny ustąpi miejsca umysłowi Boskiemu.
I to się dokona, ponieważ iskra i płomień wewnątrz czlowieka nie dadzą mu spokoju, dopóki to się nie stanie. Człowiek będzie miotał się, szukał i nieustannie dążył do znalezienia w świecie fizycznym takiego błogostanu, jaki pamięta jego  wewnętrzna nieśmiertelna część (część Boska). Człowiek będzie poszukiwał takiego błogostanuwszędzie na Ziemi , lecz  nie znajdzie go w rzeczywistości.

Jako wartość nadrzędną w Naukach Wniebowstąpionych Mistrzów (NWM) uznaje sie jedność wielkich światowych religii, jako że wszystkie one przyjęły za podstawę dążenie do ugruntowania Boskiej natury człowieka i równocześnie uwolnienia go od egoistycznej części , zwanej ego. 

### Praktyki duchowe
W tym systemie Nauk jako podstawową praktykę przyjęto akt dokonywania właściwych wyborów we wszelkich sytuacjach życiowych. (Za właściwy  uznaję się wybórdokonany zgodnie z wyższymi prawami, ustanowionymi przez Wyższe żródłowszechrzeczy). Właściwy wybór przybliża człowieka do Boga,  niewłaściwy zaś oddala go . Pozostałe  praktyki mają jedynie charakter dopełniający.
Nauki te wykorzystują zarówno tradycyjne praktyki duchowe właściwe wielu religiom (modlitwa, medytacja, mantry, joga, pieśni religijne , czytanie duchowych tekstów), jak i praktyki wprowadzone przez Nauki Wniebowstąpionych Mistrzów.
- Modlitwa.

Praktykowane są różne rodzaje modlitw. Najważniejszym z nich jest modlitwa jako komunikacja z naszym „Chrystusowym Ja”. Osiągając wewnątrz siebie komunię z Chrystusem, człowiek zyskuje możliwość komunikowania się ze wszystkimi Wniebowstąpionymi Mistrzami, ponieważ wszyscy Oni są w jedności z Chrystusem.
- Medytacja.

Postrzeganа jest jako skupienie się na Bogu, wewnątrz nas, a ostatecznym celem jest nieustanne trwanie w Bogu.
- Dekrety Fioletowego Płomienia.

Traktowane są one jako potężne narzędzie, które pozwala całkowicie  zneutralizować zapisy negatywnych działań zarówno pojedynczych ludzi, jak i całej ludzkości. Znika w ten sposób konieczność doświadczania trudnych konsekwencji niewłaściwych działań w przeszłości i otwiera się łatwiejsza ścieżka rozwoju duchowego .Stosowanie tej praktyki jestobecnie ograniczone ze względu na przypadki jej nadużywania w przeszłości. 

Kiedy podczas wypowiadaniadekretów przyciągamy dodatkowy strumień Boskiej energii, wówczas należy kontrolować go przez swoje myśli i uczucia. A jeśli w momencie napływu tej dodatkowej energii nasze myśli i uczucia nie będą charakteryzować się czystością i Boską doskonałością, to zamiast transmutowaćobciążenia karmiczne w naszych czterech niższych ciałach( o których mowa niżej ), powiększamy istniejące obciążenia o energię  niewłaściwie zabarwionąw chwili wygłaszania Dekretów Fioletowego Płomienia. 
W ten sposób zamiast przepracowywać obciążenia karmiczne, tworzymy nową karmę. Praktykując Dekrety,  nie myślimy być może o przezwyciężaniu swojego ego, swojej niedoskonałości,  natomiast myślimy o tym, co otrzymamy od Boga w zamian za wielogodzinne praktyki duchowe.  
Jednakże dopuszczaliśmy myśli osądzające naszych bliźnich i z tego powodu dyspensa Fioletowego Płomienia będzie działała selektywnie.

### Wybrane pojęcia Nauk Wniebowstąpionych Mistrzów

#### Struktura Wszechświata
Wszechświat jest przejawioną emanacją Boga. Tworzą go Boskie energie , które wibrują na różnych częstotliwościach. Świat widzialny (plan fizyczny) odpowiada najniższej możliwej częstotliwości. Oprócz planu fizycznego występuje też plan astralny. Oba te plany są wypełnione ciałami astralnymiludzi (uczucia, pragnienia). Istnieje także plan mentalny, w którym są  formy stworzone przez myśli. Obok form stworzonych przez człowieka, obszary astralne i mentalne „zamieszkane”są  przez różne istoty, które występują w różnej postaci i są wysokoenergetyczne. Plany astralne i mentalne są wewnętrznie rozwarstwione, a „zamieszkujące” je istoty różnią się poziomem swojej egzystencji, a co za tym idzie intensywnością ich światła – od dość słabego do pełnego i mocnego. Poza planem mentalnym istnieją wyższe przestrzenie , które są siedzibą Wniebowstąpionych Mistrzów.

#### Struktura człowieka
Struktura człowieka przypomina wielowarstwową lalkę  tzw. matrioszkę. Wyróżniamy w tej strukturze 7 ciał. Wszystkie ciała - oprócz ciała fizycznego - nazywane są ciałami subtelnymi. Nazewnictwotych ciał nie jest ujednolicone w różnych systemach wiedzy.
- ciało fizyczne
- ciało eteryczne(inne języki)
- ciało astralne
- ciało mentalne(inne języki)
- ciało duchowe
- ciało kosmiczne (niebiańskie)
- ciało nirwaniczne (budchialne, ” Obecności Jam Jest”)[26][50]

Ciała człowieka połączone są systemem ośrodków energetycznych (czakr), które głównie umieszczone są wzdłuż kręgosłupa.

#### Hierarchia kosmiczna (Hierarchia Światła)
Hierarchia kosmiczna przenika całą strukturę świata. Stanowi ona Hierarchię Istot  będących na różnych etapach ewolucji. Hierarchowie z wyższych poziomów przeszli długą drogę rozwoju duchowego. Emanująoni  boską energiąi teraz pomagają innym istotom osiągnąć ten poziom duchowy.  W krytycznych okresach rozwoju ludzkości  wielcy hierarchowie inkarnują się i ponownie przynoszą ludziom utraconą odwieczną wiedzę. Do takich Hierarchów zalicza się założycieli wielkich światowych religii, twórców wielkich nurtów filozoficznych i wybitnych reformatorów współczesnych. Kolejne wcielania Wniebowstąpionych Mistrzów w obecnych czasach są praktycznie niemożliwie ze względu na skrajne oddalenie ludzkości od Boga. Z tego powodu odwołano się do instytucji Poslannictwa. Posłannicy nie osiągnieli jeszcze poziomu doskonałości Boskiej. Są to jednak ludzie obdarzeni przez Hierarchię zaufaniem i reprezentujący Jej Misję we wszechświecie.